# Черлене вино
Черлене вино — історичний роман Романа Іваничука, написаний у 1976 році у Львові-Олеську. Надрукований у 1977 році. Тема роману була підказана авторові літературознавцем Григорієм Нудьгою.

## Сюжет
В романі відтворюються події першої половини XV століття.
Державець Олеського замку Івашко Преслужич готує весілля своєї доньки Орисі із сином судді Давидовича. Він, як господар замку, має намір заручитися підтримкою заможного  судді…
Орися ж закохується в гусляра Арсена, з яким випадково зустрічається на ринку у Луцьку.
В Луцькому замку перебуває Свидригайло, брат польського короля Ягайла, який влаштовує бенкет. На бенкеті грає Арсен із своїми товаришами. Його гра подобається Івашкові і він запрошує Арсена з товаришами до Олеська — грати на весіллі доньки. Але Арсен, уточнивши, що Орися дійсно та сама дівчина, в яку він закохався у Луцьку, відмовляється та уходить до Львова.
В цей час великий князь Литовський Вітовт чекає на корону від імператора Священної Римської імперії Сигізмунда. Вітовт розраховує стати королем та не залежати від польського короля Ягайла. Ягайло із своїм радником, краківським епіскопом Олесницьким, незадоволені рішенням Вітовта. Вони розуміють, що його коронація послабить, а можливо й зруйнує, існуючий союз Польщі та Литви.
Свидригайло, навпаки, зацікавлений в коронації. Він розраховує на старість Вітовта та можливість після його смерті самому стати королем.
Ягайло перехоплює послів Сигізмунда, які прямують до Вітовта з короною, через що запланована коронація не відбувається, а Вітовт помирає.
Свидригайло стає великим князем Литовським і заручається підтримкою русинських князів та бояр. Він обіцяє їм свободу православного віросповідання. Також Свидригайло веде перемовини про союз з новгородцями та гуситами проти Польщі. На боці Свидригайла виступає й Івашко Преслужич…
А до Олеська повертається Осташко Каліграф. Осташко з юних років ходив по Європі як ремісник, потім навчався у Карловому університеті та отримав звання магістра вільних мистецтв. Завдяки грамоті, його послугами користувалися і бояри, і шляхта, і купці. Державець Олеського замку Івашко Преслужич доручав йому перепис грамот.
Розуміючи невідворотність війни, Осташко пропонує свою допомогу господареві Олеського замку в якості скорописця…
В ході розпочатої війни, Преслужич спочатку відбиває польські війська, але згодом дізнається про зраду Свидригайла.
Від польського короля він отримує лист із пропозицією скласти зброю. В цьому разі король обіцяє повернути Преслужичу та іншим русинським князям, що воювали та боці Свидригайла, всі землі та маєтки. В іншому випадку, до Олеська повинно було вийти численне польське військо. Івашко Преслужич скликає раду, на який лунають думки воювати за русинську землю та віру православну…
Засмучений Арсен приходе до Львова. Він зустрічає своїх старих знайомих та грає музику для панів. Проте швидко розуміє де повинен бути під час боротьби свого народу та вирішує повернутись до Олеського замку.
Випадково Арсен стає свідком зради судді Давидовича, який отримав королівський документ на право бути старостою в Олеську та попереджає Преслужича про небезпеку.
Івашко перехоплює Давидовича, який йде до Олеського замку із королівським військом.
Після цього загін Преслужича забирає Орисю з маєтку судді та повертає її у замок, який готується до облоги.
Орися дізнається, що Арсен живий та згодом, він сам приходить проститися з нею.
Преслужич пропонує Орисі й Осташку Каліграфу покинути замок через потайний хід. В свою чергу, Осташко пропонує порятунок Арсенові. Арсен відмовляється та разом із Преслужичем йде до брами в останню битву…

## Критика
На думку Михайла Слабошпицького, українського критика, літературознавця, автора біографічної книги про Романа Іваничука, «шкільний курс з української історії літератури не можливо уявити без творчості Романа Іваничука. А саме: його „Мальв“, „Орди“, „Шрамів на скалі“, „Манускрипту з вулиці Руської“, „Черленого вина…“».